# Рей Уилям Джонсън
Рей Уилям Джонсън е американски видео блогър, продуцент и комедиен актьор. Той е създателят на поредицата „Equals Three“ (бел. пр. Равно на три) в сайта за видео споделяне YouTube.

## Биография
Рей Уилям Джонсън е роден на 14 август 1981 г. в Оклахома Сити, Оклахома, САЩ. Учил е в Колумбийския колеж, специалност история, но така и не го завършва.

### YouTube
Джонсън става популярен благодарение на YouTube и профила си Equals Three, в който прави кратки, забавни рецензии на популярни видеоклипове от сайта. Има един официален профил в YouTube: RayWilliAmJohnson.
Джонсън започва да се занимава с видеозаписи през 2009 г., което му носи голям успех и популярност в интернет средите. натрупва над 10 милиона абонати, а клиповете му са показвани над 2,5 милиарда пъти. Главната цел на профила му в сайта е да показва три видеоклипа, които са станали известни в сайта и да коментира тяхното съдържание по забавен начин. В началото на YouTube кариерата си освен обзор на различни видеоклипове, той води рубрика Въпрос на деня, която е пряко обвързана с публиката му. Тази практика вече е преустановена.
Клиповете му имат средно по 2,5 милиона гледания. Едно от най-популярните ми клипчета е „DON`T CALL ME FAT!!“, което е гледано над 10 милиона пъти.
На 12 март 2014 г. обявява в последния си клип, че се отгеля и че бъде заменен с друго лице, което да продължи шоуто. Той заявява, че това решение се дължи на подкрепата на шоуто от феновете.

### Riley Rewind
Riley Rewind е късометражна видео поредица, която се излъчва в канала на Рей Уилям Джонсън в YouTube. Тя стартира на 12 декември 2013 г. и има 5 епизода. Той е режисьор на лентата, но също така участва в нея. Сценарист на поредицата е Анна Акана.

### Колаборации
Рей Уилям Джонсън има множество колаборации с други потребители на YouTube, сред които Anna Akana, Gabriel Iglesias и DeStorm Power.